# 五式機炮
五式機炮是日本帝國海軍最後一種研發的空用機炮，口徑是30毫米，發射30毫米x122炮彈，1942年5月委託日本製鋼所，海軍空技廠和海軍第二火葯廠共同研發，當時的名稱為"十七試三十粍機銃"，其設計仍是源自九九式機炮，河村正彌博士負責設計。

## 使用機種
- J2M雷電

雷電三三型曾試驗地裝上五式機炮
- J7W震電

預計在其機首裝上四門五式機炮
- P1Y2-S極光夜間戰鬥機

斜射機炮(試驗)
- 愛知S1A電光

計劃安裝在機身頭底部的主要前方射擊重武器

## 基本規格
- 總重:70kg
- 全長:2,090mm
- 槍管長度:1,442mm
- 口徑:30mm
- 子彈:30mm x 122 (弾頭重量345g)
- 供彈方式:彈鏈給彈
- 炮口初速:750m/s
- 發射速率:500r/m

## 評語
五式機炮的炮彈射程接近一公里，明顯比同期研發的二式機炮更佳，而且由1943年7月至1945年3月不斷進行測試以確保品質,產量有近二千門，但可惜全都是試驗用，由於在試驗期間設計一改再改，此二千門五式機炮無法做到標準化，而當正式生產時發現日本工業品質已大倒退，生產出來的製成品質素已變得很差

## 研發國家
- 日本

## 外部連結
- 舊日本陸海軍航空槍炮發展史（页面存档备份，存于）